# Glaciar Lamplugh
Lamplugh es un glaciar de una longitud de 13 km localizado en el parque nacional de la Bahía de los Glaciares, Alaska, Estados Unidos. Se extiende al norte hasta el término 1961 del grao de Johns Hopkins, al oeste hasta 2,3 km del río Ptarmigan y al noroeste a 122 km de Hoonah. El glaciar lo nombró Lawrence Martin, miembro del servicio geológico de los Estados Unidos en 1912 en honor al geólogo inglés George William Lamplugh (1859–1926), quien visitó la bahía de Glaciar en 1884.

## Galería de imágenes

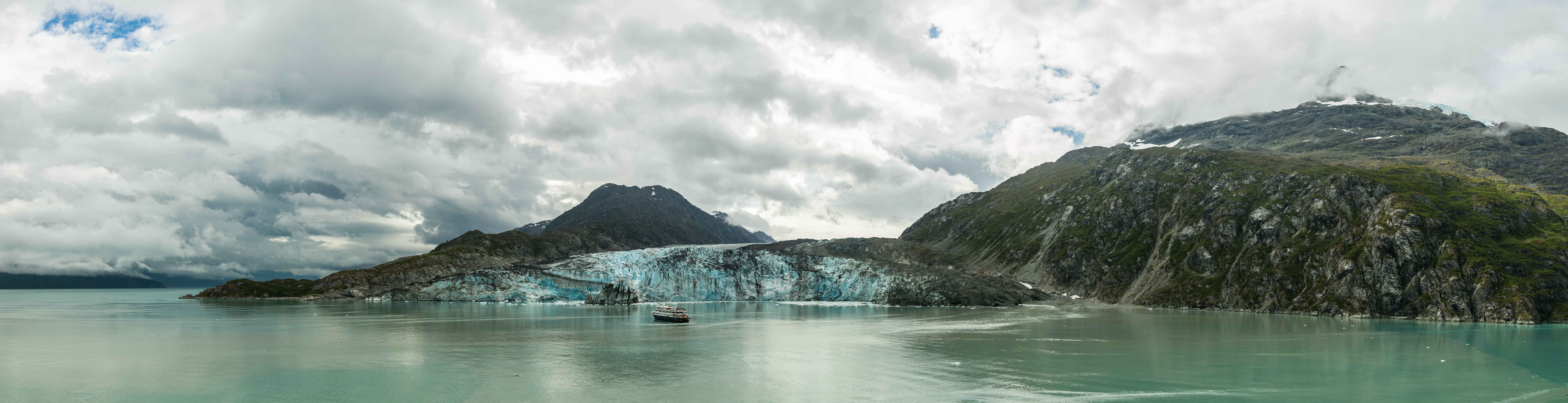
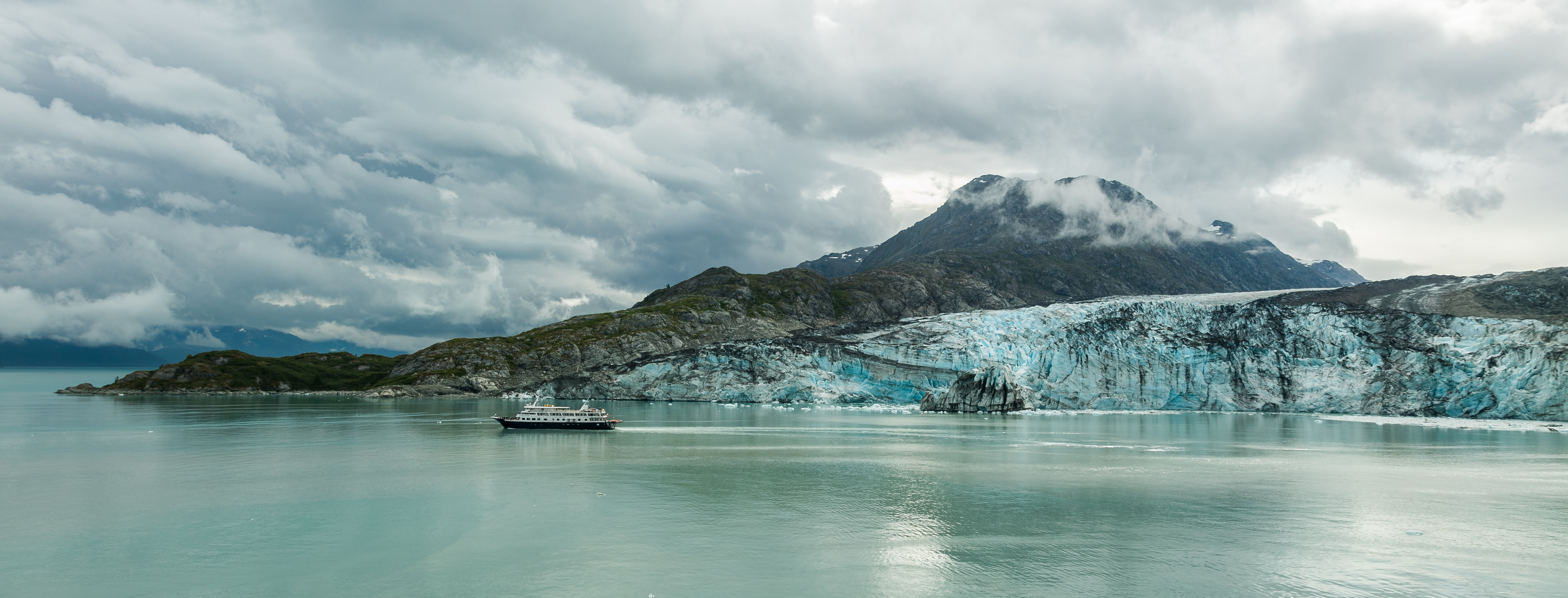
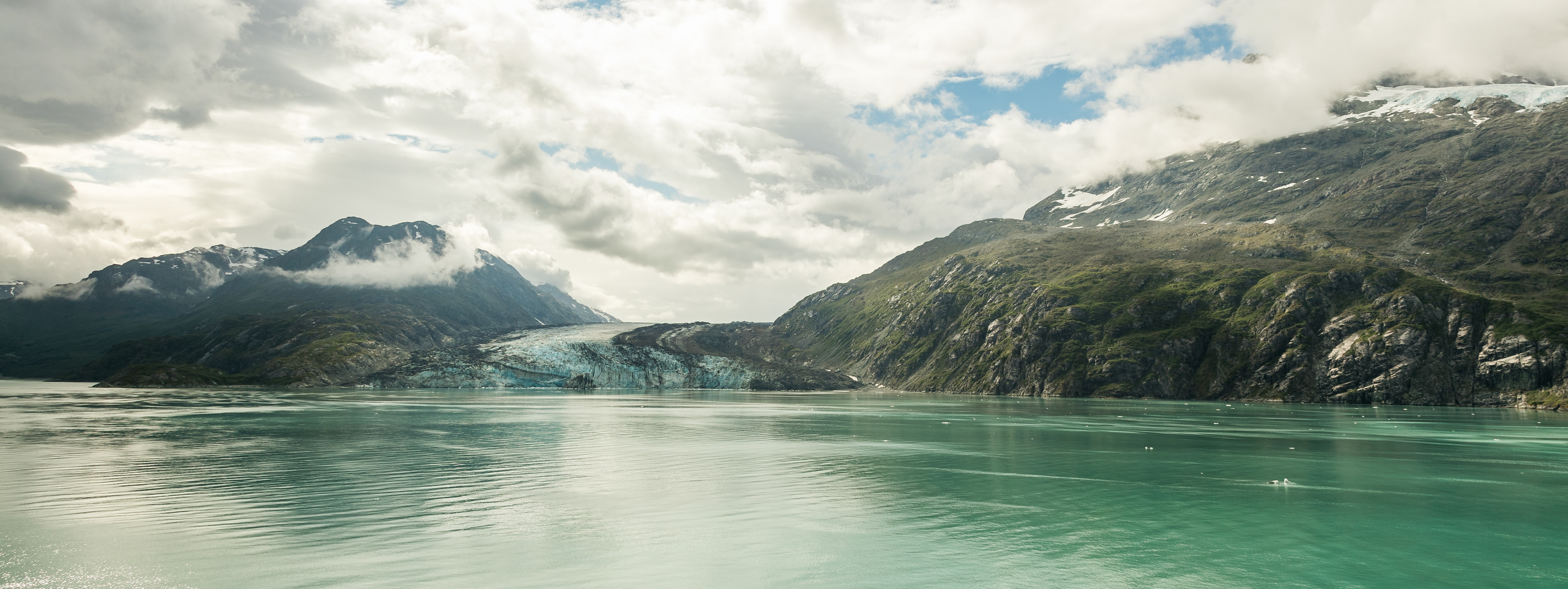
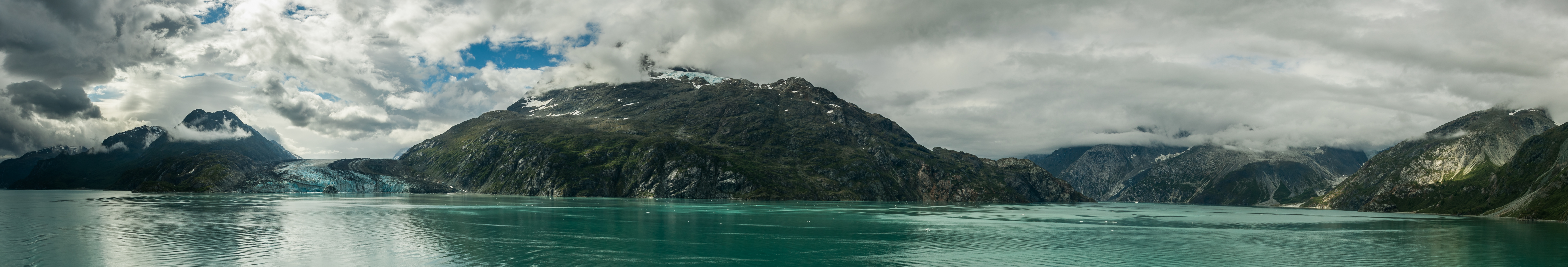

- Datos: Q6482463
- Multimedia: Lamplugh Glacier / Q6482463